# Pilot (Twin Peaks)
O episódio piloto da série de televisão Twin Peaks, também conhecido como "Northwest Passage", estreou na ABC no domingo, 8 de abril de 1990. Foi escrito pelos criadores da série, Mark Frost e David Lynch, e dirigido por Lynch. O piloto acompanha os personagens Dale Cooper e Harry S. Truman enquanto investigam a morte da popular estudante Laura Palmer; Cooper acredita que o assassinato tem conexões com outro caso ocorrido um ano antes. Além de dar o tom da série, o episódio estabelece vários arcos de personagens e histórias. O episódio recebeu uma alta classificação da Nielsen em comparação aos outros episódios da primeira temporada, e foi bem recebido por fãs e críticos. O título original da série era Northwest Passage, mas foi alterado posteriormente.

## Enredo
A pequena cidade de Twin Peaks, no noroeste de Washington, fica abalada quando o corpo de Laura Palmer é encontrado na margem de um rio, envolto em plástico. O agente especial do FBI Dale Cooper (Kyle MacLachlan) é chamado quando Ronnette Pulaski, que estudou na mesma escola que Palmer, é encontrada vagando por uma ponte antes de entrar em coma. Cooper acredita que há uma conexão entre a morte de Palmer e a morte de outra garota chamada Teresa Banks, ocorrida um ano antes. Cooper descobre um pequeno pedaço de papel com a letra "R" enfiado sob a unha de Laura. Ele conta ao xerife Harry S. Truman (Michael Ontkean) que encontrou um "T" sob a unha de Banks. Enquanto isso, a família e os amigos de Palmer lutam para aceitar a morte dela e se perguntam como ela pode ter acontecido.
Acreditando que se trata do mesmo assassino do ano anterior, Cooper inicia uma investigação oficial. Enquanto isso, a rebelde Audrey Horne (Sherilyn Fenn) arruína um negócio para seu pai, Benjamin Horne (Richard Beymer); o xerife Truman prende o namorado de Palmer, Bobby Briggs (Dana Ashbrook), que está saindo com uma garçonete casada chamada Shelly; a melhor amiga de Palmer, Donna Hayward (Lara Flynn Boyle), e o namorado secreto de Palmer, James Hurley (James Marshall), descobrem uma atração mútua; e a mãe de Laura é aterrorizada por uma visão.
O episódio tem dois finais diferentes, dependendo da versão que o espectador estiver assistindo. A versão americana termina com os eventos acima, culminando no pesadelo de Sarah Palmer, com uma mão cavando o chão e agarrando a metade do colar de James que pertencia a Laura.
A versão internacional foi filmada com 20 minutos extras de filmagem, caso a série não fosse divulgada pelas emissoras, permitindo que a série fosse lançada como um telefilme. Contém cenas do primeiro episódio, em que Sarah percebe que havia um homem escondido no quarto de Laura quando ela o visitou no dia anterior. Contém também o final do segundo episódio, quando Cooper sonha em encontrar Laura e um homem misterioso que fala com ele com uma voz desarticulada. Revela também quem foram os assassinos de Laura.

## Produção

### Concepção e escrita
David Lynch e Mark Frost apresentaram a ideia à ABC durante a greve do Writers Guild of America East em 1988, em uma reunião de dez minutos com o chefe de drama da rede, Chad Hoffman, com nada mais do que uma imagem e um conceito. Segundo o diretor, o mistério de quem matou Laura Palmer inicialmente ficaria em primeiro plano, mas desapareceria gradualmente à medida que os espectadores conhecessem os outros moradores da cidade e os problemas que eles estavam enfrentando. Lynch e Frost queriam misturar uma investigação policial com uma soap opera.
A ABC gostou da ideia e pediu a Lynch e Frost que escrevessem um roteiro para o episódio piloto. Frost escreveu personagens mais verbais, como Benjamin Horne, enquanto Lynch foi responsável pelo agente Dale Cooper. Segundo o diretor, “Ele diz muitas das coisas que eu digo”. Originalmente, o programa se chamaria Northwest Passage e se passava em Dakota do Norte, mas o fato de uma cidade chamada Northwest Passage realmente existir levou a uma revisão no roteiro. Eles filmaram o piloto por 1,8 milhão de dólares em um acordo com a ABC de que filmariam um "final" adicional para que pudesse ser vendido diretamente em vídeo na Europa como um longa-metragem se o programa de TV não fosse escolhido. No entanto, embora Bob Iger, da ABC, tenha gostado do piloto, ele teve dificuldade em persuadir o resto da diretoria da rede. Iger sugeriu mostrá-lo a um grupo mais diverso e mais jovem, que gostou, e o executivo posteriormente convenceu a ABC a comprar sete episódios por 1,1 milhão de dólares cada. Alguns executivos imaginaram que o programa nunca iria ao ar, acreditando que receberia críticas negativas de telespectadores e críticos. No entanto, Iger planejou agendá-lo para a primavera. O confronto final ocorreu durante uma teleconferência bicosteira entre Iger e uma sala cheia de executivos de Nova Iorque; Iger venceu e Twin Peaks entrou no ar.

### Elementos improvisados

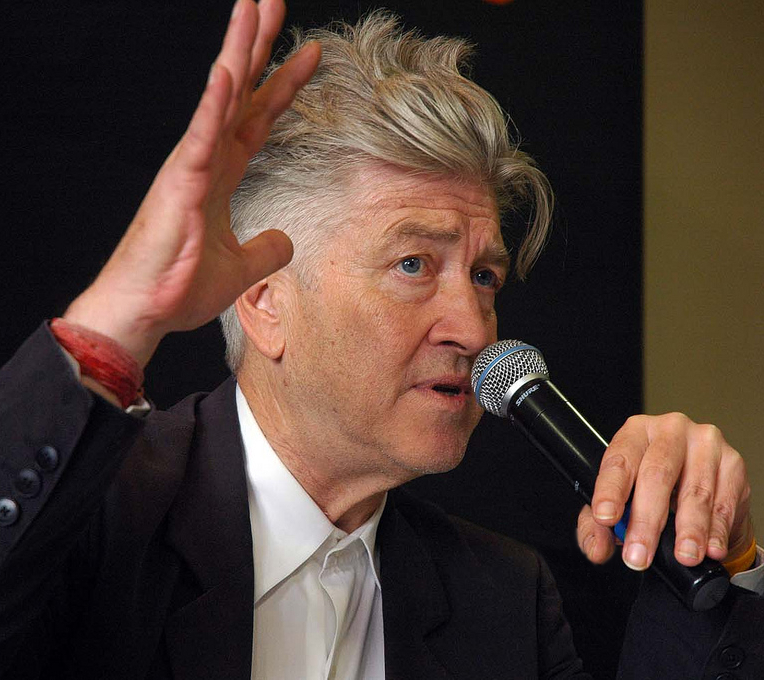
Lynch, o co-roteirista do episódio, fotografado em 2007

Em vários momentos durante as filmagens do piloto, David Lynch improvisou incorporando acidentes ocorridos no estúdio à história. O mais notável deles ocorreu quando o decorador de cenários Frank Silva foi instruído a ter cuidado para não ficar preso em um cômodo enquanto os móveis estavam sendo movidos. Lynch ouviu isso e disse que a imagem de Silva preso o intrigou. Lynch então filmou Silva sentado atrás da cama de Laura Palmer, mas não tinha certeza do que faria com isso. Silva foi acidentalmente filmado em um espelho durante a visão de Sarah Palmer no final do piloto. O operador de câmera insistiu que Lynch fizesse outra tomada por causa do erro, mas ele gostou tanto que a manteve no corte final e escalou Silva como Killer BOB, o misterioso algoz de Laura Palmer.
Durante as filmagens da cena em que Dale Cooper examina pela primeira vez o corpo de Laura, uma lâmpada fluorescente com defeito acima da mesa piscava constantemente, mas Lynch decidiu não substituí-la, pois gostava do efeito desconcertante que ela criava. Além disso, durante a tomada, um dos atores secundários ouviu errado uma fala e, pensando que lhe perguntavam seu nome, disse a Cooper seu nome verdadeiro em vez de dizer sua fala, deixando todo mundo sem reação por um momento. Lynch teria ficado satisfeito com o momento realista e improvisado do diálogo e manteve o erro na versão final.

## Prévias
O piloto foi exibido pela primeira vez em setembro de 1989 no Festival de Cinema de Telluride. No mesmo mês, a Connoisseur publicou uma matéria de capa chamando Twin Peaks de "a série que mudará a TV para sempre". Depois de assistir ao episódio, Tom Shales, do The Washington Post, escreveu: "Twin Peaks não é apenas uma visita a outra cidade; é uma visita a outro planeta. Talvez fique marcada na história como um experimento breve e corajoso. Mas como pode ser dito de poucos outros programas de TV no futuro próximo ou imediato: essa você precisa ver".
Em 10 de fevereiro de 1990, foi exibida como parte do Festival de Cinema de Miami. O escritor do Sun Sentinel, Robert Hurlburt, escreveu: "a sensação lynchiana de perigo iminente e as correntes sexuais excêntricas, aliadas à excelente música, fazem o piloto de Twin Peaks funcionar quase bem demais. Você vai querer ver o pacote completo de uma só vez. Mas a série pode ser um desastre para a televisão devido ao seu ritmo prolongado e deliberado, à brutalidade, ao sexo com violência e a uma pitada de algo mais... algo mortal, ainda que invisível e provavelmente repulsivo".
Em abril, uma exibição também foi realizada no Museu da Radiodifusão em Hollywood. O analista de mídia e executivo de publicidade Paul Schulman disse: "Não acho que tenha chance de sucesso. Não é comercial, é radicalmente diferente do que nós, espectadores, estamos acostumados a ver, não há ninguém no programa por quem torcer".

## Lançamento

### Avaliações e prêmios
O piloto de duas horas foi o filme de maior audiência da temporada de 1989-1990, com uma classificação de 21,7, e foi visto por 34,6 milhões de pessoas. Em Los Angeles, Twin Peaks se tornou o sétimo programa mais assistido da semana, conquistando 29% dos espectadores, sendo Married... with Children o programa mais assistido. O episódio seguinte, "Traces to Nowhere", começaria com uma queda significativa na audiência, com apenas 23,2 milhões de pessoas assistindo. Vários meios de comunicação, como The New York Times e estações de rádio locais, anunciaram que o programa conseguiu criar um culto de seguidores.
Na 42.ª edição dos Prêmios Emmy do Primetime, o episódio piloto foi indicado em seis categorias, incluindo Melhor Direção em Série Dramática para David Lynch, Melhor Ator Principal em Série Dramática para Kyle MacLachlan como Dale Cooper e Melhor Roteiro em Série Dramática para Frost e Lynch. Venceu dois prêmios, com Patricia Norris ganhando o prêmio de Melhor Figurino em Série e Duwayne Dunham ganhando o prêmio de Melhor Edição em Série de Câmera Única. O piloto também recebeu um prêmio Peabody em 1990.

### Recepção crítica
Inicialmente, o horário de quinta-feira à noite não era bom para soap operas, já que Dynasty e seu spin-off de curta duração, The Colbys, tiveram um desempenho ruim. Twin Peaks também competiu com o seriado de enorme sucesso Cheers. Mas o programa recebeu uma resposta inicial positiva dos críticos de TV. Tom Shales, no The Washington Post, escreveu: "Twin Peaks desorienta você de maneiras que as produções de telinha raramente tentam. É uma sensação prazerosa, o chão caindo e deixando você pendurado". No The New York Times, John J. O'Connor escreveu: "Twin Peaks não é uma paródia do formato. O sr. Lynch claramente saboreia os ingredientes padrão... mas então o diretor adiciona seus próprios toques peculiares, pequenos detalhes passageiros que de repente, e muitas vezes hilariamente, colocam o lugar-comum fora de sintonia".
Muitos críticos viram o piloto como "o filme que mudará a história da TV", de acordo com Diana White do The Boston Globe. Ken Tucker, da Entertainment Weekly, foi muito positivo sobre o episódio, dando-lhe nota A+. Apesar de gostar da história e de chamar a direção de Lynch de linda, ele disse que "não há a mínima chance" de o programa se tornar um sucesso de audiência, por causa de sua história "perturbadora". David Zurawik, do The Baltimore Sun, comparou o piloto ao trabalho de Alfred Hitchcock. Ele também disse que sua cinematografia era "o mais próximo que a televisão do horário nobre chega da arte". Jen Chaney, do The Washington Post, chamou o piloto de "um dos inícios de série mais bem elaborados da história da televisão".
Em 1997, o TV Guide classificou o piloto em 25.º lugar na lista dos 100 melhores episódios. Em 2024, a Rolling Stone listou-o como o 13.º melhor episódio de TV de todos os tempos.

### Lançamento em mídia doméstica/Piloto estendido alternativo europeu
Devido a problemas de direitos, o piloto estadunidense (94 minutos de duração) não foi lançado no mercado de vídeo doméstico dos Estados Unidos até 2007. O piloto alternativo estendido europeu (116 minutos) havia sido lançado em VHS e disco laser anos antes. Esta versão alternativa do piloto foi ao ar na Europa como um filme de televisão independente. A versão europeia é idêntica à versão exibida nos Estados Unidos até as últimas cenas, quando o assassino de Laura Palmer é revelado. Ambas as versões do piloto estão incluídas no DVD Twin Peaks: Definitive Gold Box Edition, lançado nos Estados Unidos em 30 de outubro de 2007. Lynch ficou tão satisfeito com as filmagens do final europeu que mais tarde incorporou algumas delas à sequência onírica de Cooper que foi ao ar no aclamado Episódio 2.